# Laccophilus vagelineatus
Laccophilus vagelineatus är en skalbaggsart som beskrevs av Zimmermann 1922. Laccophilus vagelineatus ingår i släktet Laccophilus och familjen dykare. Inga underarter finns listade i Catalogue of Life.